# پروا کوتینا
پروا کوتینا (به صربی: Prva Kutina) یک منطقهٔ مسکونی در صربستان است که در نیشکا بانگا واقع شده‌است.